# South Fulton
South Fulton és una població dels Estats Units a l'estat de Tennessee. Segons el cens del 2000 tenia 2.517 habitants.

## Demografia
Segons el cens del 2000, South Fulton tenia 2.517 habitants, 1.081 habitatges, i 729 famílies. La densitat de població era de 314,5 habitants/km².
Dels 1.081 habitatges en un 27,3% hi vivien nens de menys de 18 anys, en un 48,2% hi vivien parelles casades, en un 15,6% dones solteres, i en un 32,5% no eren unitats familiars. En el 30% dels habitatges hi vivien persones soles el 16,2% de les quals corresponia a persones de 65 anys o més que vivien soles. El nombre mitjà de persones vivint en cada habitatge era de 2,3 i el nombre mitjà de persones que vivien en cada família era de 2,83.
Per edats la població es repartia de la següent manera: un 22,9% tenia menys de 18 anys, un 7,8% entre 18 i 24, un 24,5% entre 25 i 44, un 25,5% de 45 a 60 i un 19,3% 65 anys o més.
L'edat mediana era de 42 anys. Per cada 100 dones de 18 o més anys hi havia 83,8 homes.
La renda mediana per habitatge era de 27.462 $ i la renda mediana per família de 35.608 $. Els homes tenien una renda mediana de 27.458 $ mentre que les dones 20.212 $. La renda per capita de la població era de 15.983 $. Entorn del 15% de les famílies i el 16% de la població estaven per davall del llindar de pobresa.

## Poblacions més properes
El següent diagrama mostra les poblacions més properes.